# Evangelisches Diakoniewerk Bethanien Ducherow

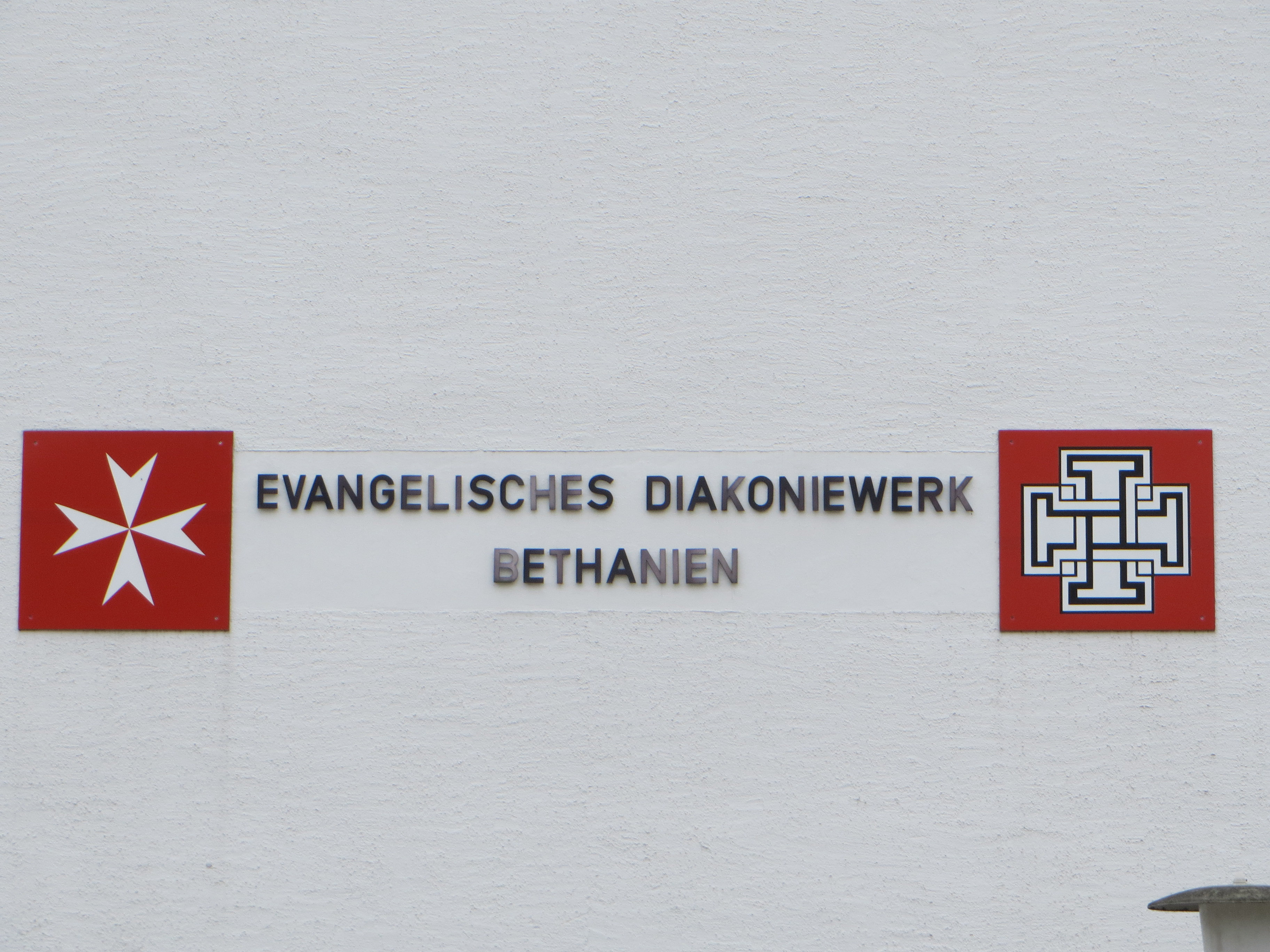
Logo (2014)

Evangelisches Diakoniewerk Bethanien Ducherow (EDBD) ist der Name einer diakonischen Einrichtung und kirchlichen Stiftung im vorpommerschen Ducherow. 

## Geschichte

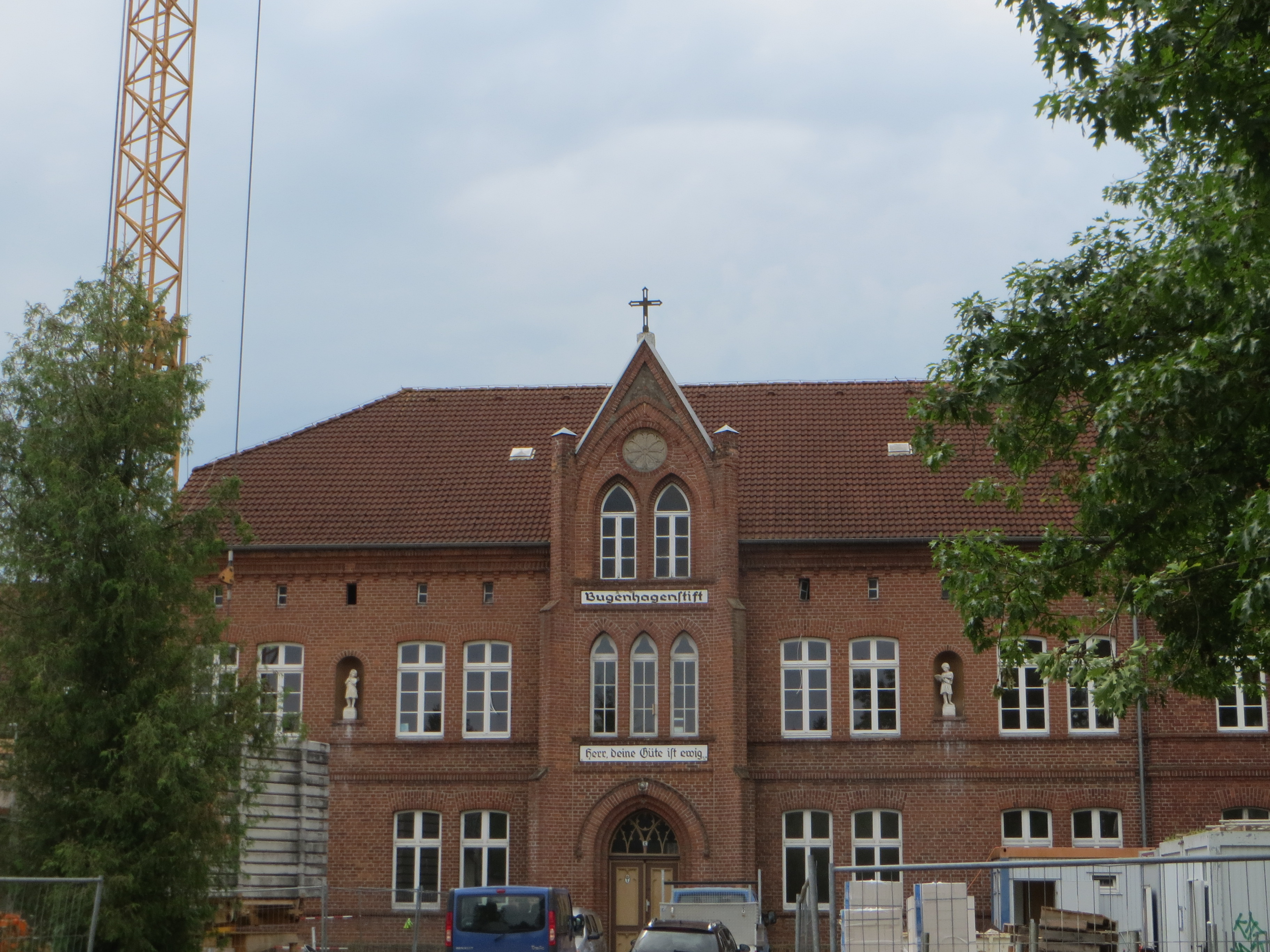
Bugenhagenstift (2014)

Das Diakoniewerk Bethanien hat zwei Wurzeln, die beide mit der Familie Quistorp zusammenhängen: Wilhelm Quistorp gründete als Pastor in Ducherow 1866 die Missions- und Waisenstiftungen zu Ducherow, aus denen später das Bugenhagenstift hervorging. Die nach Johannes Bugenhagen benannte Einrichtung diente als Waisenhaus und Lehrerseminar. Quistorps Plan war, „Waisenkinder zu unterstützen, Lehrer auszubilden und zugleich die Wirtschaftskraft des Dorfes Ducherow zu stärken“.

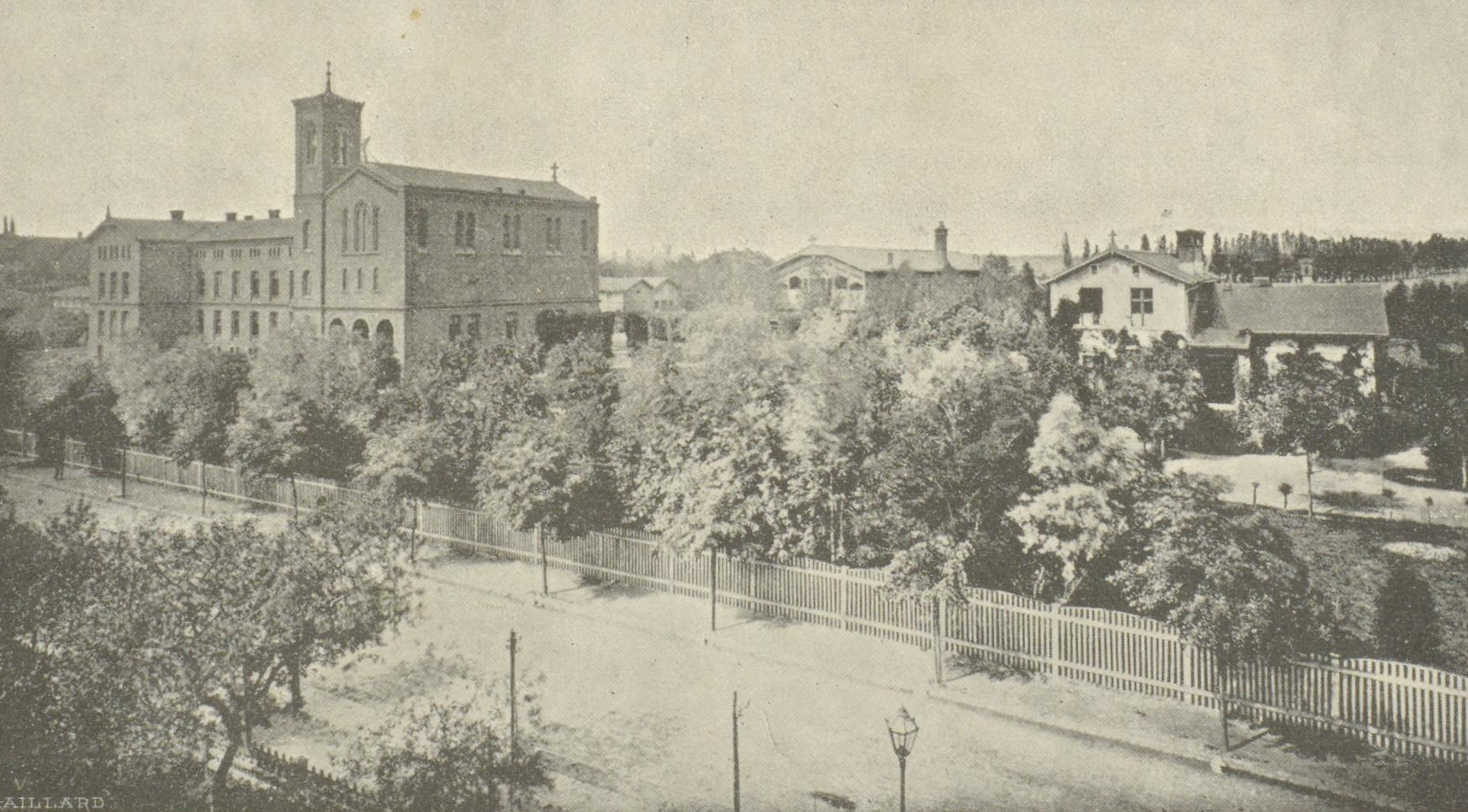
Diakonissen- und Krankenhaus Bethanien (1893)

Zur gleichen Zeit begannen im Stettiner Vorort Neu-Torney die Planungen für ein Diakonissenheim. Der Unternehmer Johannes Quistorp, ein Bruder von Wilhelm Quistorp, stattete die zu gründende Anstalt mit einem Grundstück von 20 Morgen und einem darauf im Bau befindlichen Hauptgebäude aus. So konnte im Jahr 1869 das Diakonissen- und Krankenhaus Bethanien gegründet werden. Das Krankenhaus wuchs bis auf 220 Betten, und im Jahr 1929 verzeichnete die Schwesternschaft ihren Höchststand mit 460 Schwestern.
Als gegen Ende des Zweiten Weltkriegs im April 1945 die Front auf Stettin zurückte, wurde das Krankenhaus evakuiert. Die überlebenden Schwestern fanden in Vorpommern neue Aufgaben im Bugenhagenstift, wohin sich der Großteil der Schwestern mit wenigen geretteten Habseligkeiten des Mutterhauses geflüchtet hatte. Andere gingen nach Züssow, wo eine neue diakonische Einrichtung entstand, und in die Johanna-Odebrecht-Stiftung in Greifswald. Dort wurde im Jahr 1947 ein Krankenhaus Bethanien eingerichtet, das bis 1988 zum Diakoniewerk in Ducherow gehörte. Einige Schwestern fanden im Evangelischen Johannesstift Berlin einen neuen Wirkungskreis.

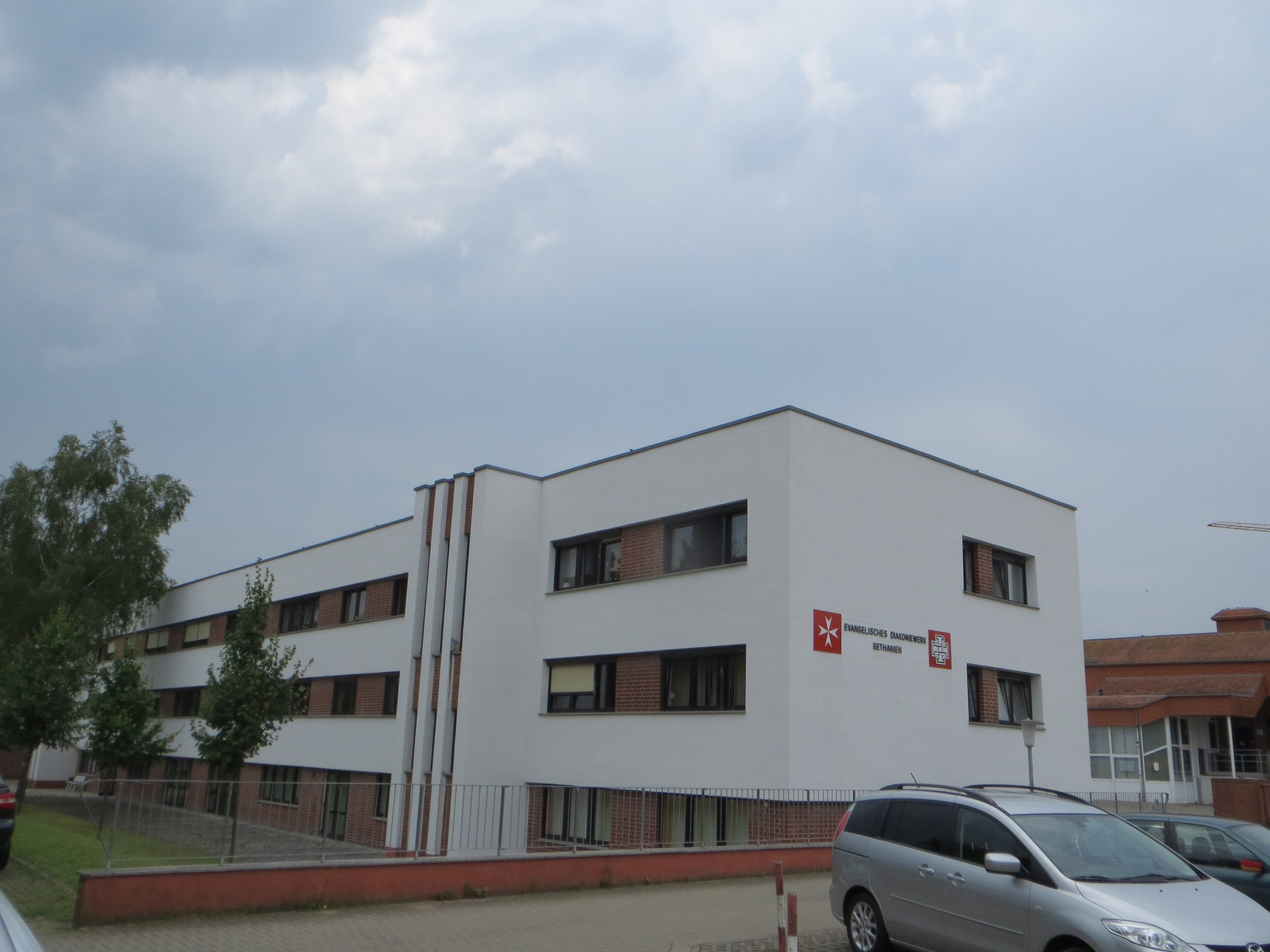
Ducherow

Ducherow wurde der Sitz der Diakonissenanstalt Bethanien, bis diese 1980 zusammen mit dem Bugenhagenstift im Evangelischen Diakoniewerk Bethanien Ducherow aufging. Mit Hilfe von kirchlichen Zuwendungen aus Westdeutschland gelang es, ein größeres modernes Gebäude für geistig behinderte Menschen (heute Bischof-Krummacher-Haus) zu errichten und weitere Ausbauten und Renovierungen vorzunehmen.

## Stiftung
Im Jahr 1980 schlossen sich die mit eigener Rechtsfähigkeit ausgestatteten Stiftungen „Bugenhagenstift Ducherow“ (1866) und „Evangelische Diakonissenanstalt Bethanien Stettin-Neutorney“ (1869) zu einer gemeinsamen Stiftung mit dem Namen „Evangelisches Diakoniewerk Bethanien in Ducherow“ zusammen. Diese Stiftung ist Rechtsnachfolger der beiden genannten Stiftungen. Sie ist eine rechtsfähige kirchliche Stiftung bürgerlichen Rechts. Die Stiftungsaufsicht wird durch das Landeskirchenamt der Evangelisch-Lutherischen Kirche in Norddeutschland wahrgenommen. Das Diakoniewerk steht in der Tradition der Diakonissen-Mutterhäuser Kaiserswerther Prägung. Traditionell besteht eine enge Verbundenheit mit der Pommerschen Genossenschaft des Johanniterordens. Die jetzige Fassung der Satzung sagt aber nicht mehr wie frühere, dass die Stiftung eine Einrichtung des Johanniterordens sei.   Die Stiftung fördert diakonische Lebens-, Glaubens- und Dienstgemeinschaft und unterhält dazu Einrichtungen für das gottesdienstliche Leben. Sie unterhält und nutzt Einrichtungen zur Förderung, Rehabilitation, Betreuung und Pflege von Menschen aller Altersstufen, die der Hilfe und Fürsorge bedürfen. Die Stiftung ist ein rechtlich selbstständiges Werk und ist der Evangelisch-Lutherischen Kirche in Norddeutschland zugeordnet. Sie ist Mitglied im Diakonischen Werk Mecklenburg-Vorpommern e. V. und gehört damit dem Evangelischen Werk für Diakonie und Entwicklung der Evangelischen Kirche in Deutschland als anerkanntem Spitzenverband der freien Wohlfahrtspflege an.
Bis zum Jahr 1983 folgte die Stiftung dem Kaiserswerther Modell und wurde von der Oberin und dem Vorsteher geleitet, der Pastor war. Die Stiftung wird heute geleitet von einem Vorstand, bestehend aus dem theologischen Vorstandsmitglied und dem kaufmännischen Vorstandsmitglied, sowie einem elfköpfigen Kuratorium.
Das Diakoniewerk ist Mitglied im Kaiserswerther Verband deutscher Diakonissen-Mutterhäuser.

## Profil
Das Evangelische Diakoniewerk Bethanien Ducherow betreibt ein Wohnheim für Menschen mit Behinderung in Ducherow. Ebenfalls in Ducherow werden Pflege, Gemeinschaftliches Wohnen und Altersgerechtes Wohnen für Senioren angeboten.
Die Bugenhagen-Werkstatt, seit 1991 eine „Anerkannte Werkstatt für behinderte Menschen“, unterhält Betriebsstätten in Ducherow, Anklam, Heringsdorf und Zirchow. Zu den Produkten der Werkstätten zählt ein in zwei Formen angebotener handgearbeiteter Strandkorb.

## Haus Elim

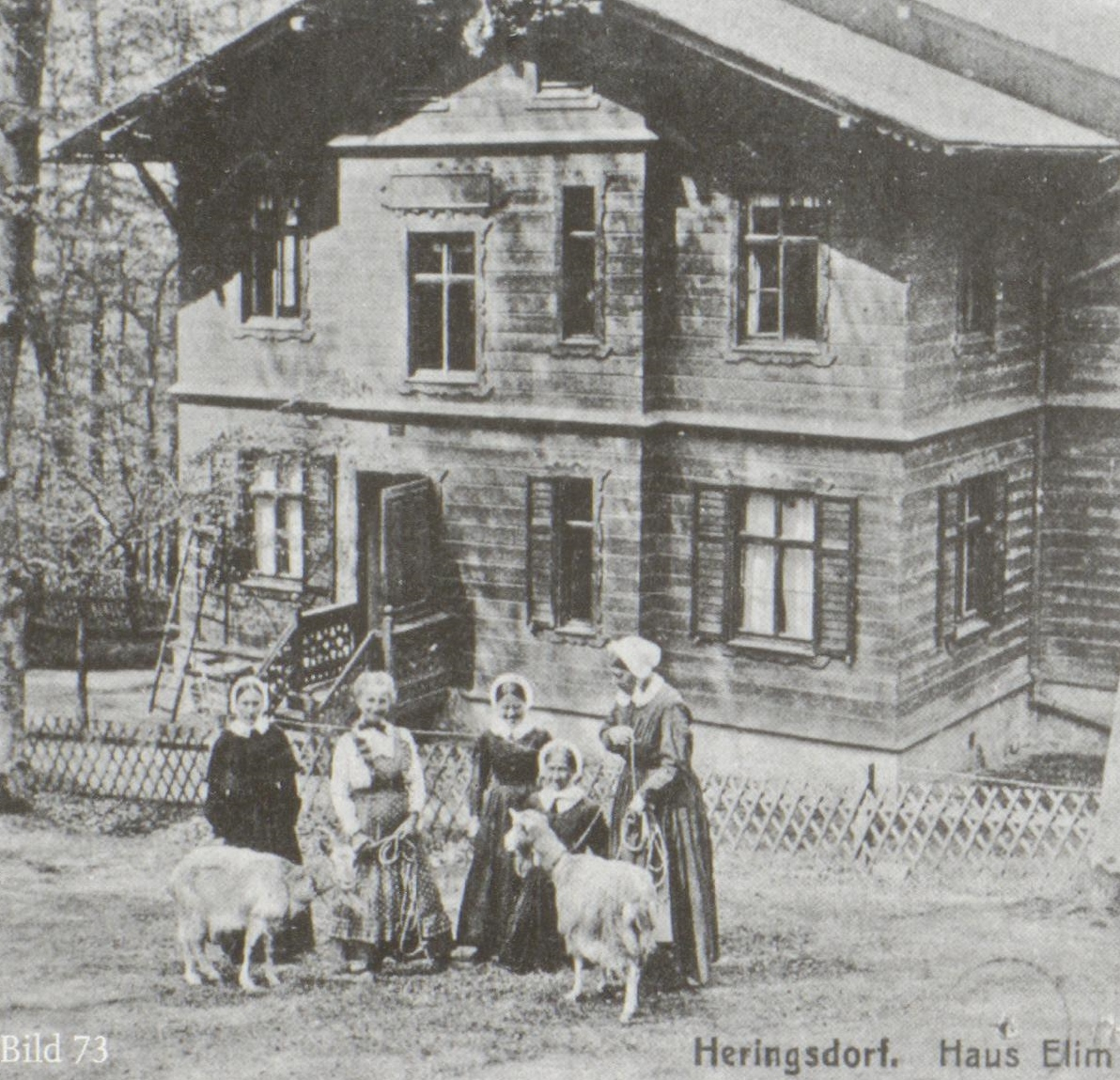
Haus Elim Anfang des 20. Jahrhunderts

Das denkmalgeschützte ehemalige Erholungsheim der Diakonissen Haus Elim in Heringsdorf, das von 1945 bis 2002 als Altenheim diente, wurde dann ein Haus für Betreutes Wohnen für Menschen mit psychischer Erkrankung in Trägerschaft des Diakoniewerks Ducherow. Nach der Schließung wurde es 2021 verkauft.

## Personen

### Oberinnen
- 1930–1954 Jutta Poetter (* 11. Juli 1881; † 23. März 1969 in Ducherow)[8]
- 1954–1965 Christel Wentzlaff
- 1965–1970 Elisabeth Rehfeld (vertretungsweise)
- 1970–1979 Käthe Glöckner
- 1979–1983 Ruth Kiene

Das Amt der Oberin entfiel 1983.

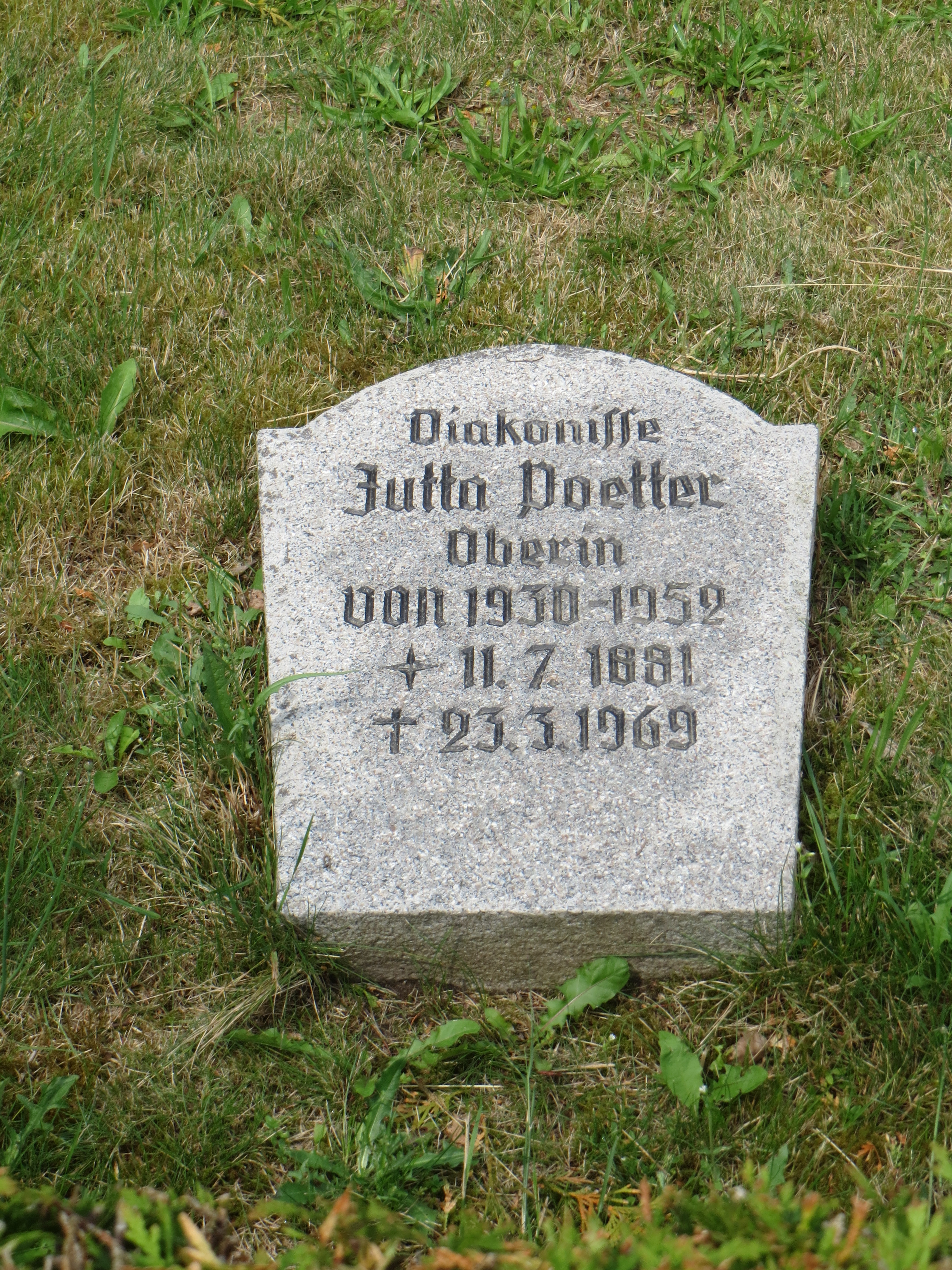
Grab der Oberin Jutta Poetter in Ducherow
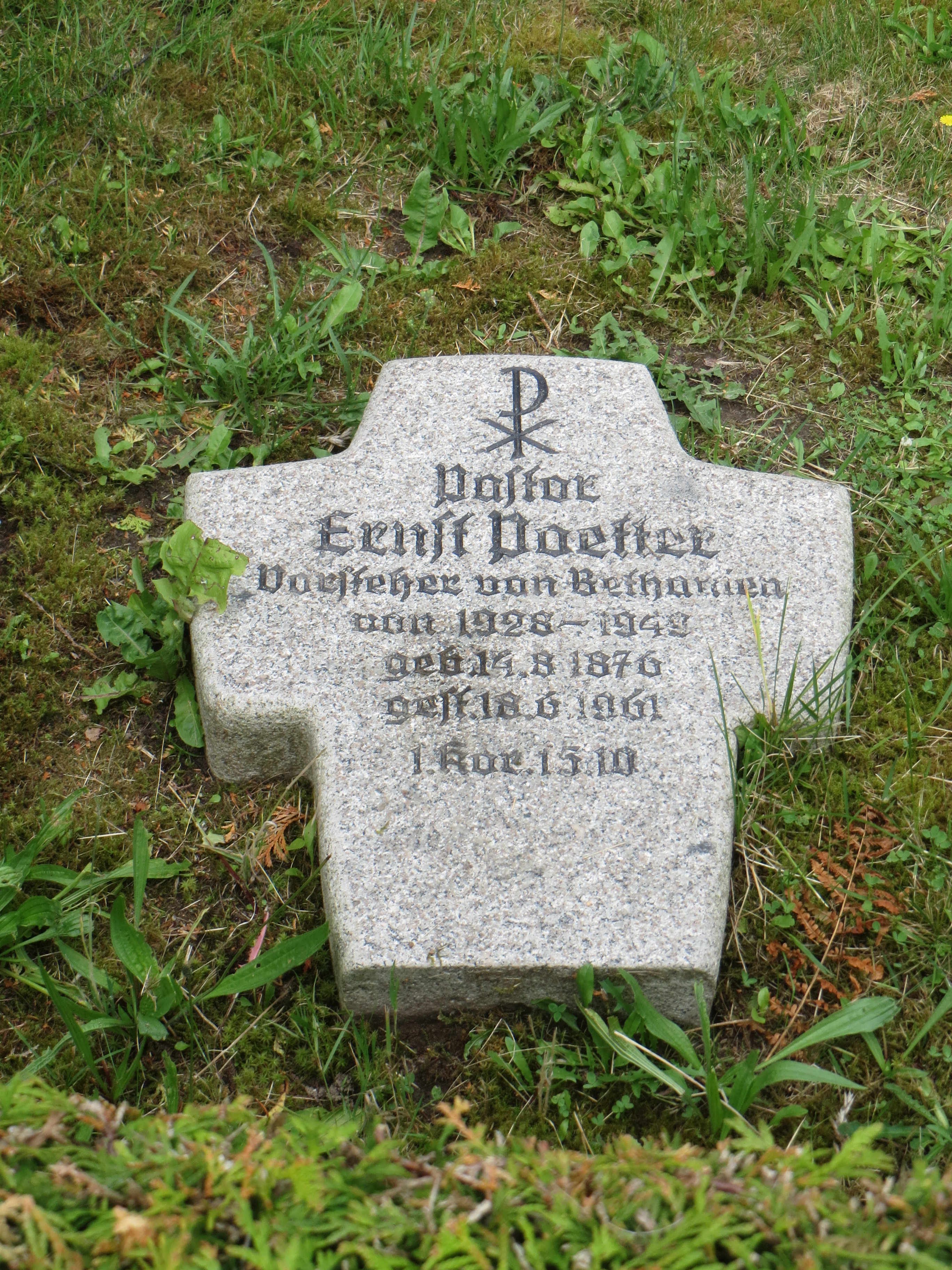
Grab des Vorstehers Ernst Poetter in Ducherow

### Vorsteher
- 1927–1949 Ernst Poetter (* 14. August 1876 in Minden; † 18. Juni 1961 in Ducherow)
- 1949–1977 Friedrich-Wilhelm Steinke (* 8. April 1910 Marienfließ/Stargard; † 8. September 1997)[9]
- 1977–2003 Harald Martin († 8. Mai 2009 in Ueckermünde)[10]
- 2003–2004 Hans-Peter Göll
- 2005–2014 Martin Wilhelm
- seit 2015 Kai Becker